# Rebešovice
Rebešovice (en allemand : Rebeschowitz) est une commune du district de Brno-Campagne, dans la région de Moravie-du-Sud, en République tchèque. Sa population s'élevait à 997 habitants en 2020.

## Géographie
Rebešovice se trouve à 3 km au sud-est de Modřice, à 11 km au sud-sud-est de Brno et à 192 km au sud-est de Prague.
La commune est limitée par Brno au nord, par Otmarov à l'est, par Rajhradice et Rajhrad au sud, et par Popovice à l'ouest.

## Histoire
La première mention écrite de la localité date de 1174.